# Johann II. Hammerschmied
Johann II. Hammerschmied (geboren vermutlich im 16. Jahrhundert; gestorben 22. Oktober 1583) war ein österreichischer Zisterzienser. Von 1574 bis 1583 amtierte er als 48. Abt des Klosters Wilhering.

## Leben
Johann Hammerschmied war zunächst Prior im Stift Baumgartenberg, bevor er am 9. November 1574 als neuer Abt des Klosters Wilhering ernannt und als solcher am 18. Januar 1575 installiert wurde. Abt Johann findet Erwähnung sowohl in einer Regeste mit Datum 6. Juni 1575 als auch in einer originalen Urkunde und Abschrift datiert auf den Zeitraum 29. Oktober 1575 bis 22. September 1583. Gemäß Urkundenkatalog wird der 22. Oktober 1583 als sein Sterbetag angegeben.
Obwohl die Hintergründe der Maßnahme nicht überliefert sind, wurde Abt Johann zu Beginn des Jahres 1582 von der Administration enthoben. Die Verantwortung übernahmen stattdessen unter der Oberaufsicht der Äbte von Kremsmünster und Garsten der Hofrichter Laurenz Mandl, Hieronymus Frosch, sowie nach dem Tod des Abtes noch Prior Leonhard Schussmann. Die mehr als einjährige Vakanz im Kloster Wilhering wurde erst am 23. Oktober 1584 durch die Wahl von Jakob II. Gistl zum neuen Abt des Stifts beendet.